# Claude Rich
Claude Rich (Strasburgo, 8 febbraio 1929 – Orgeval, 20 luglio 2017) è stato un attore francese.

## Biografia
Iniziò la sua carriera come attore teatrale. Il 26 giugno 1959 sposò l'attrice Catherine Renaudin. La coppia ebbe due figli, l'attrice Delphine Rich e Nathalie Rich, quest'ultima divenuta fotografa e pittrice. Nel 1993 vinse il Premio César per il migliore attore con il film A cena col diavolo.

## Filmografia parziale
- Grandi manovre (Les Grandes Manœuvres), regia di René Clair (1955)
- C'est arrivé à Aden, regia di Michel Boisrond (1956)
- La Garçonne, regia di Jacqueline Audry (1957)
- La legge del più furbo (Ni vu, ni connu), regia di Yves Robert (1958)
- La francese e l'amore (La Française et l'amour), regia di Michel Boisrond, Christian-Jaque (1960)
- All'ultimo minuto (L'Homme à femmes), regia di Jacques-Gérard Cornu (1960)
- Tutto l'oro del mondo (Tout l'or du monde), regia di René Clair (1961)
- I peccatori della foresta nera (La Chambre ardente), regia di Julien Duvivier (1962)
- I sette peccati capitali (Les Sept péchés capitaux), regia di Philippe de Broca, Claude Chabrol (1962)
- Una ragazza a rimorchio (Les Petits matins), regia di Jacqueline Audry (1962)
- Le strane licenze del caporale Dupont (Le Caporal épinglé), regia di Jean Renoir (1962)
- Copacabana Palace, regia di Steno (1962)
- In famiglia si spara (Les Tontons flingueurs), regia di Georges Lautner (1963)
- La finestra della morte (Constance aux enfers), regia di François Villiers (1964)
- Il pasto delle belve (Le Repas des fauves), regia di Christian-Jaque (1964)
- Caccia al maschio (La Chasse à l'homme), regia di Édouard Molinaro (1964)
- Mata-Hari, agente segreto H21 (Mata Hari, agent H21), regia di Jean-Louis Richard (1964)
- Allarme in cinque banche (Un Milliard dans un billard), regia di Nicolas Gessner (1965)
- L'or du duc, regia di Jacques Baratier (1965)
- Parigi brucia? (Paris brûle-t-il?), regia di René Clément (1966)
- Chi ha detto che c'è un limite a tutto? (Monsieur le Président Directeur Général (Appelez-moi Maître)), regia di Jean Girault (1966)
- Io, due figlie, tre valigie (Oscar), regia di Édouard Molinaro (1967)
- La sposa in nero (La Mariée était en noir), regia di François Truffaut (1968)
- Je t'aime, je t'aime - Anatomia di un suicidio (Je t'aime, je t'aime), regia di Alain Resnais (1968)
- Una vedova tutta d'oro (Une Veuve en or), regia di Michel Audiard (1969)
- Con quale amore, con quanto amore, regia di Pasquale Festa Campanile (1970)
- Ninì Tirabusciò, la donna che inventò la mossa, regia di Marcello Fondato (1970)
- Una donna... una moglie (Le Femme de Jean), regia di Yannick Bellan (1974)
- L'arrivista (La Race des seigneurs), regia di Pierre Granier-Deferre (1974)
- L'ironia della sorte (L'Ironie du sort), regia di Édouard Molinaro (1974)
- Stavisky il grande truffatore (Stavisky), regia di Alain Resnais (1974)
- Dai sbirro (Adieu poulet), regia di Pierre Granier-Deferre (1975)
- L'uomo del fiume (Le Crabe tambour), regia di Pierre Schoendoerffer (1977)
- Guerra tra polizie (La Guerre des polices), regia di Robin Davis (1979)
- La Revanche, regia di Pierre Lary (1981)
- Un Matin rouge, regia di Jean-Jacques Aublanc (1982)
- Maria Chapdelaine, regia di Gilles Carle (1983)
- L'accompagnatrice, regia di Claude Miller (1992)
- A cena col diavolo (Le Souper), regia di Édouard Molinaro (1992)
- Eloise, la figlia di D'Artagnan (La Fille de D'Artagnan), regia di Bertrand Tavernier (1994)
- Il colonnello Chabert (Le Colonel Chabert), regia di Yves Angelo (1994)
- Dimmi di sì (Dis-moi oui...), regia di Alexandre Arcady (1995)
- Capitan Conan (Capitaine Conan), regia di Bertrand Tavernier (1996)
- Nel profondo paese straniero, regia di Fabio Carpi (1997)
- Lautrec (Toulouse-Lautrec), regia di Roger Planchon (1998)
- Pranzo di Natale (La Bûche), regia di Danièle Thompson (2000)
- Balzac - Una vita di passioni (Balzac), regia di Josée Dayan - film TV (1999)
- Actors (Les Acteurs), regia di Bertrand Blier (2000)
- Concorrenza sleale, regia di Ettore Scola (2001)
- Asterix & Obelix - Missione Cleopatra (Astérix & Obélix: Mission Cléopâtre), regia di Alain Chabat (2002)
- Papa Giovanni - Ioannes XXIII, regia di Giorgio Capitani (2002)
- Il costo della vita (Le Coût de la vie), regia di Philippe Le Guay (2003)
- Il mistero della camera gialla (Le mystère de la chambre jaune), regia di Bruno Podalydès (2003)
- Président, regia di Lionel Delplanque (2006)
- Cuori (Coeurs), regia di Alain Resnais (2006)
- E se vivessimo tutti insieme? (Et si on vivait tous ensemble?), regia di Stéphane Robelin (2011)
- 10 giorni d'oro (10 jours en or), regia di Nicolas Brossette (2012)
- Cherchez Hortense, regia di Pascal Bonitzer (2012)

## Riconoscimenti
- Premio César
  - 1993 – Migliore attore per A cena col diavolo
  - 1995 – Candidatura al migliore attore non protagonista per Eloise, la figlia di D'Artagnan
  - 2000 – Candidatura al migliore attore non protagonista per Pranzo di Natale
  - 2002 – Premio César onorario
  - 2009 – Candidatura al migliore attore non protagonista per Aide-toi, le ciel t'aidera
  - 2013 – Candidatura al migliore attore non protagonista per Cherchez Hortense

- Festival internazionale del cinema di San Sebastián
  - 1968 – Miglior attore per Je t'aime, je t'aime - Anatomia di un suicidio

## Doppiatori italiani
- Pino Locchi in Con quale amore, con quanto amore, L'arrivista
- Oreste Lionello in Caccia al maschio
- Gianni Bonagura in Capitan Conan
- Alberto Lionello in A cena col diavolo
- Gianni Musy in Pranzo di Natale
- Enzo Garinei in Asterix & Obelix - Missione Cleopatra
- Cesare Barbetti in Papa Giovanni - Ioannes XXIII
- Carlo Reali in Cuori
- Mino Caprio in E se vivessimo tutti insieme?
- Ettore Conti in Lautrec